# Hemignathus
Hemignathus är ett fågelsläkte i familjen finkar inom ordningen tättingar: Släktet omfattar fyra arter som förekommer i Hawaiiöarna, varav tre är utdöda och en starkt hotad:
- Kauai-nukupuu (H. hanapepe) – utdöd
- Oahu-nukupuu (H. lucidus) – utdöd
- Maui-nukupuu (H. affinis) – utdöd
- Akiapolaau (H. wilsoni)

Ytterligare en art, svärdnäbbsnukupuun (Hemignathus vorpalis) dog ut tidigare under holocen. Tidigare inkluderades även arterna i Magumma och Akialoa i Hemignathus.